# Cikaracak
Cikaracak is een bestuurslaag in het regentschap Majalengka van de provincie West-Java, Indonesië. Cikaracak telt 2844 inwoners (volkstelling 2010).